# Canton d'Allonnes (Sarthe)
Pour les articles homonymes, voir Canton d'Allonnes.
Le canton d'Allonnes est une ancienne division administrative française située dans le département de la Sarthe et la région Pays de la Loire.

## Géographie
Ce canton était organisé autour d'Allonnes dans l'arrondissement du Mans. Son altitude variait de 38 m (Allonnes) à 131 m (Chaufour-Notre-Dame) pour une altitude moyenne de 77 m.

## Histoire
Le canton est créé en 1982. Yvon Luby, alors conseiller général du canton du Mans-Sud-Ouest depuis 1979, est élu conseiller général du nouveau canton.

## Représentation
| Période | Période | Identité          | Étiquette | Qualité |
| ------- | ------- | ----------------- | --------- | --- |
| 1982    | 1992    | Yvon Luby         | PCF       | Instituteur puis professeur d’enseignement général de collège, maire d'Allonnes (1977-2008), ancien conseiller général du canton du Mans-Sud-Ouest (1979-1982) |
| 1992    | 1998    | Claudine Lefebvre | RPR       | Conseillère municipale d'Allonnes |
| 1998    | 2011    | Yvon Luby         | PCF       | Maire d'Allonnes (1977-2008) |
| 2011    | 2015    | Gilles Leproust   | PCF       | Fonctionnaire, maire d'Allonnes depuis 2008, 1er vice-président du Mans Métropole, élu en 2016 dans le canton du Mans-7                                        |

Le canton participe à l'élection du député de la quatrième circonscription de la Sarthe.

## Composition
Le canton d'Allonnes comptait 18 237 habitants en 2012 (population municipale) et regroupait six communes :
- Allonnes ;
- Chaufour-Notre-Dame ;
- Fay ;
- Pruillé-le-Chétif ;
- Rouillon ;
- Saint-Georges-du-Bois.

À la suite du redécoupage des cantons pour 2015, toutes les communes à l'exception de Rouillon sont rattachées au canton du Mans-7. Rouillon est intégrée au canton du Mans-1.
Contrairement à beaucoup d'autres cantons, le canton d'Allones n'incluait aucune commune supprimée depuis la création des communes sous la Révolution.

## Démographie
| 1982   | 1990   | 1999   | 2006   | 2011   | 2012   |
| ------ | ------ | ------ | ------ | ------ | ------ |
| 20 283 | 19 066 | 18 732 | 18 111 | 18 254 | 18 237 |